# Brycon henni
Brycon henni är en fiskart som beskrevs av Eigenmann, 1913. Brycon henni ingår i släktet Brycon och familjen Characidae. Inga underarter finns listade.